# 王之臣 (嘉靖乙未進士)
王之臣（1489年—？年），字敬充，四川成都府內江縣人，民籍，治《易經》，明朝政治人物。

## 生平
四川鄉試第二名舉人（亞元），嘉靖十四年（1536年）乙未科進士。授行人，十八年二月选授廣西道試監察御史，七月山东道御史洪垣弹劾文选司郎中黃禎贪婪欺罔，寅缘关节，坏乱选法等事，黄禎被下狱，剛当上御史的王之臣等人上疏自辯，被調别用。之后歷升工部郎中，随从工部尚書樊繼祖负责采木，二十二年十二月以采木工完，升一级，赏银二十两，回京候缺推用，不久病卒。

## 家族
曾祖王祚；祖父王守約，曾任教諭，封監察御史；父王一言，曾任都察院右僉都御史。母李氏（封孺人）。